# Liste de logiciels HDR
Quelques logiciels permettant la fusion d'images HDRi : 
- easyHDR pro
- Enfuse
- Gimp via le plugin «exposure blend»
- Luminance HDR
- Photogenics HDR
- Photomatix Pro
- Photoshop
- Qtpfsgui (ancienne dénomination de Luminance HDR)